# Крихітка Цахес
Крихітка Цахес (укр. Крошка Цахес) — киевская рок-группа. Свой стиль исполнения музыканты определяют как «актуальная альтернативная поп-музыка»: «немного пост-панка, немного трип-хопа, немного гранжа, немного брит-попа, и поп-музыки». С 2007 года группа приостановила свою деятельность, участники группы принимают участие в новом проекте Крихітка.

## История группы

### Происхождение названия
Крошка Цахес — это персонаж книги Эрнста Теодора Амадея Гофмана, название появилось случайно — Каше (Александре Кольцовой) приснился Михон (Михаил Гичан) в виде медведя в белых перчатках, который выходя на балкон курить, сказал ей, подняв палец: «Крихітка Цахес».

Мы не имеем духовного единства с героем и не боимся «кармы названия», несмотря на то, что конец истории не happy-end. В «Крихітке» Гофмана есть и оптимистические моменты: во-первых, именно его заметила фея и решила дать ему шанс. Во-вторых, в книге одной из центральных идей является то, что только те, кто любит, не ослеплён статусом, карьерой, деньгами и т. д. В-третьих, несмотря на близкую смерть и открытия своей гадостности, Цахес запомнился людям добрым и хорошим.
— FAQ по группе (с официального сайта)

## Дискография

### Студийные альбомы
В 2005 группа выпустила свой первый альбом — «На першому місці» (рус. «На первом месте»).
В 2009 вышел альбом группы «Крихітка», в котором принимают участие двое экс-участников «Крихітки Цахес» — «Рецепт».